# Il cavaliere del castello maledetto
Il cavaliere del castello maledetto è un film del 1958 diretto da Mario Costa.

## Trama
Ugone di Collefeltro è riuscito mediante uno stratagemma ad imprigionare lo zio, conte Oliviero, legittimo signore del feudo di Valgrande, ed ora tenta di ottenere da lui un documento in cui il conte dichiari di cedergli i suoi diritti. Ma il conte rifiuta di firmare una simile dichiarazione. Allora Ugone richiama al castello la contessina Isabella, figlia di Oliviero, col proposito di sposarla, divenendo in questo modo il legittimo proprietario del feudo.